# Ludmila Isabel de Schwarzburg-Rudolstadt
Ludmila Isabel de Schwarzburg-Rudolstadt (em alemão:  Ludmilla Elisabeth; Castelo de Heidecksburg, 7 de abril de 1640 — Rudolstadt, 12 de março de 1672) foi uma nobre e escritora de hinos alemã.

## Família
Ludmila Isabel foi a segunda filha do conde Luís Gunter I de Schwarzburg-Rudolstadt e de Emília de Oldemburgo-Delmenhorst.
Os seus avós paternos foram Alberto VI de Schwarzburg-Rudolstadt e Juliana de Nassau-Dilemburgo. Os seus avós maternos foram o conde Antônio II de Oldemburgo e Sibila Isabel de Brunsvique-Dannenberg.
Ela teve quatro irmãos: Sofia Juliana, o conde Alberto Antônio, Cristiana Madalena e Maria Suzana.

## Biografia
Após a morte de seu pai em 1646, ela foi criada de forma rígida na fé protestante pela sua mãe, Emília.
Ela foi educada junto à prima, Emília Juliana de Barby-Mühlingen, no Castelo de Heidecksburg. Ludmila tinha talento para as artes e a ciência, e Emília Juliana, que também era sua cunhada como esposa de Alberto Antônio, a inspirou a escrever hinos. Ela também foi influenciada por Ahasverus Fritsch, que mais tarde se tornou o chanceler de seu irmão, Alberto Antônio.
Em 1655, ela passou a morar no Castelo de Friedensburg, na Turíngia, com sua mãe. Porém, após a morte de Emília em 1670, ela e as suas três irmãs se mudaram para a residência do irmão, em Rudolstadt, e Ludmila ficou noiva de Cristiano Guilherme I, Príncipe de Schwarzburg-Sondershausen, na data de 20 de dezembro de 1671. Ela relutou em aceitar o casamento, pois contradizia a sua devoção. Contudo, nessa época, havia uma epidemia de sarampo no distrito, e sua irmã mais velha, Sofia Juliana, morreu em 14 de fevereiro de 1672. Como Ludmila e Cristiana Madalena cuidaram da irmã doente, as duas vieram a contrair a doença, e ambas morreram em 12 de março daquele ano. 
A condessa era versada em latim, e outros ramos do aprendizado. Seus hinos são de uma natureza profundamente religiosa, e de amor intenso à Jesus, tendo sido compostos mais para sua própria edificação do que para adoração em público. Eles foram coletados, 206 no total, e editados por Emília Juliana, que provavelmente teve o auxílio de Ahasverus Fritsch, e publicados em 1687, após a morte de Ludmila Isabel, sob o título de Die Stimme der Freundin, d. i. Geistliche Lieder, welche aus brünstiger und biß ans Ende beharrter Jesusliebe verfertigt und gebraucht Weiland die Hochgebohrne Gräfin und Fräulein Ludämilia Elisabeth, Gräfin und Fräulein zu Schwartzburg und Hohensteins Christseligen Andenckens ("A voz de  uma amiga i.e. canções espirituais em memória na Honorável Ludmila Isabel, Condessa de Schwarzburg e Baronesa de Hohenstein, quem ferventemente e persistentemente amou Jesuse, o Seu Salvador"). 
Os hinos do autor são formalmente mantidos simples e estão sob a influência literária de Johann Scheffler e Martin Opitz. Eles lidam com a interioridade piedosa primitiva e estão na esfera de atividade de Ahasuerus Fritsch.
Os manuscritos originais dos hinos estão inacessíveis hoje. A edição de 1856 de "A voz de uma amiga" foi editada por Wilhelm Thilo. A obra inclui 206 canções, em 465 páginas. O prefácio da obra, provavelmente escrito por Emília Juliana, enfatiza que as canções são uma expressão da fé de Ludmila, e sua adoração a Deus. Nele, ela também descreve que o autor tem uma abordagem espiritual e meditativa da Bíblia. Além disso, o autor preocupou-se mais com o conteúdo do que com a forma da obra.
Seus hinos encontraram seu caminho em várias coleções religiosas - por exemplo, em "Sweet Grace Milk e Strong Consolation Honey: aus Gottes Holdseligen Munde und Lieb-full Hertzens-Grunde" (1675) pelo capelão da corte de Rudolstadt, Johann Gregor Roth. Ele contém quatro canções de Ludmila Isabel. Um de seus poemas também pode ser encontrado na coleção de canções "Uma série de canções de consolação ricas em espírito, que pessoas de alto escalão escolheram para sua escolha de provérbios e canções corporais" (1800) de J. G. Krause.
O sermão fúnebre escrito por Traugott Loeschke descreve a condessa Ludmila como "inegavelmente a maior e mais original poetisa da Igreja Protestante".
Algumas de suas canções, incluindo Jesus, "Jesus, nicht als Jesus" ainda eram representadas em hinários alemães até o século XX. Este último ainda está em tradução sueca no Hinário Sueco de 1986.

## Publicações selecionadas
- Etliche Geist-reiche Trost-Lieder, welche sich hohe Persohnen zu Wahl-Sprüchen und Leib-Lieder erwählet haben (1800?) (online).
- Die Stimme der Freundin/ Das ist: Geistliche Lieder. Rudolphstadt 1856 (online).
- Lieder im Anhang von Johann Gregor Roth: Süsse Gnaden-Milch und kräfftiges Trost-Honig: aus Gottes Holdseligen Munde und Lieb-vollen Hertzens-Grunde. Rudolstadt 1675 (swisscovery-Eintrag).
- Der Gräfin Ludämilia Elisabeth von Schwarzburg-Rudoldtstadt geistliche Lieder. In: Wilhelm Schircks (Hrsg.): Geistliche Sängerinnen der christlichen Kirche deutscher Nation. Band 3. Halle 1856 (online).